# Telejogo II

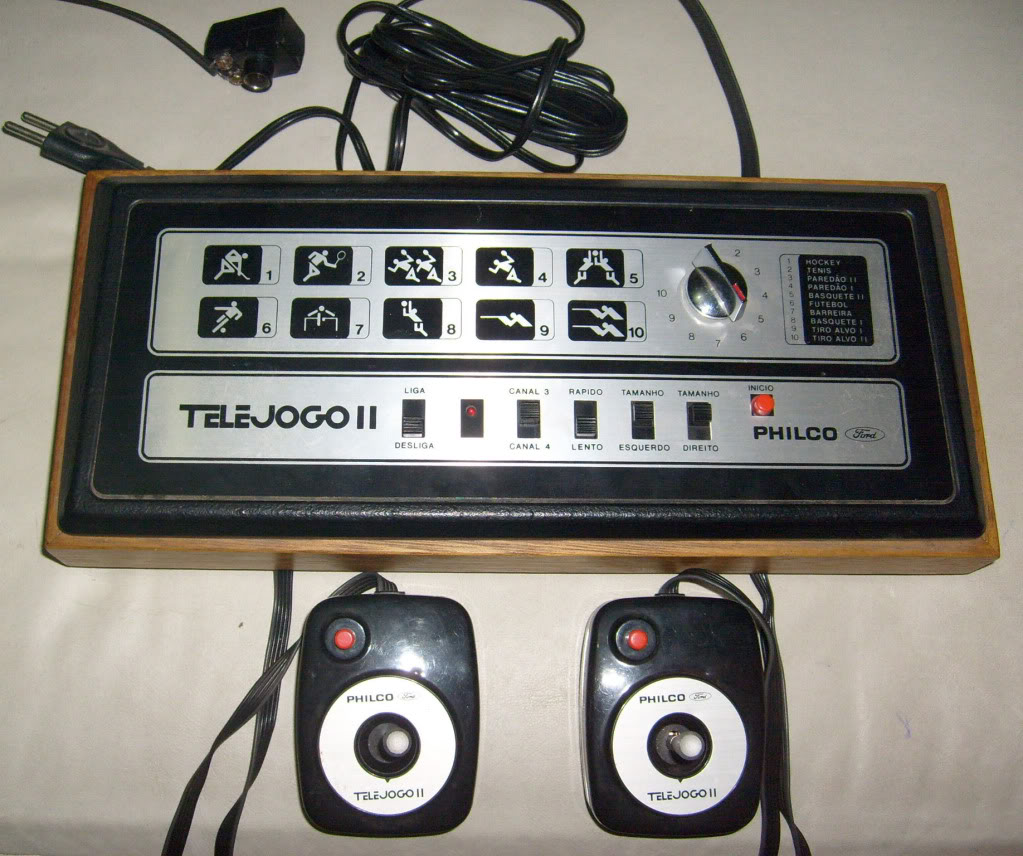
Telejogo II.

El Telejogo II es un dedicado de primera generación Consola de videojuegos para el hogar fabricada por Philco y Ford y lanzada en 1979 en Brasil como sucesora de la consola de videojuegos Telejogo de 1977. A diferencia del predecesor, las paletas ya no están unidas a la carcasa de la propia consola, sino que son extraíbles.

## Juegos
Debido al chipset AY-3-8610 integrado, el sistema puede jugar los siguientes diez juegos: 
- Hockey
- Tênis
- Paredão I
- Paredão II
- Basquete I
- Basquete II
- Futebol
- Barreira
- Tiro Alvo I
- Tiro Alvo II